# 里茲 (北卡羅萊納州)
里茲（英語：Reeds）是位於美國北卡羅萊納州戴維森縣的非建制地區。

## 歷史
里茲的郵局於1898年設立，其後於1903年停運。

## 地理
里茲所處的海拔為高於海平面257米（即843英呎），而該地所採用的時區為UTC-5，即北美东部时区（EST）。同時該地設有夏令時間，為UTC-5調快一小時，即UTC-4（EDT）。